# Überkreuzkompensation
Überkreuzkompensation ist bei der Bankbilanzierung die gegenseitige Aufrechnung von Erträgen und Aufwendungen über unterschiedliche Geschäftssparten hinweg. 

## Gesetzliche Bestimmung
Nach § 340f Abs. 3 HGB (Vorsorge für allgemeine Bankrisiken) können Aufwendungen und Erträge, die im Zusammenhang mit den Wertpapieren der Liquiditätsreserve und dem Kreditgeschäft anfallen und keinen Zinsaufwand bzw. Zinsertrag oder laufenden Ertrag darstellen, saldiert ausgewiesen werden.

## Methode
Erträge und Aufwendungen aus sonstigen Wertpapieren und Forderungen sind alle Erträge und Aufwendungen, die im Zusammenhang mit dem Wertpapierbestand der Liquiditätsreserve und dem Kreditgeschäft auftreten und keinen Zinsertrag bzw. laufenden Ertrag darstellen. Hier findet eine Überkreuzkompensation statt. Wird die Überkreuzkompensation genutzt, so ist im Jahresabschluss nicht erkennbar, ob und in welcher Höhe Vorsorgereserven gebildet oder aufgelöst wurden.

## Probleme
Wird die Überkreuzkompensation angewandt, so ist für den Jahresabschlussadressaten nicht mehr nachvollziehbar, ob und in welcher Höhe stille Vorsorgereserven nach § 340f HGB gebildet oder aufgelöst werden. 

## Vorteile
Durch die Möglichkeit der Glättung des Unternehmensgewinns wird bei den Kapitalgebern Vertrauen in die Sicherheit ihrer Einlagen geweckt. Voraussetzung hierfür ist sowohl ein naiver und unwissender Kapitalgeber als auch eine Bankleitung, die im Sinne der Kapitalgeber handelt.

## Behandlung in den IAS
In den IAS ist keine Überkreuzkompensation möglich. Hier bezieht sich Risikovorsorge ausschließlich auf das Bewertungsergebnis im Kreditgeschäft. Die Risikovorsorge ist ähnlich wie bei § 340g HGB "Sonderposten für allgemeine Bankrisiken" möglich, indem diese Positionen offen in den Gewinnrücklagen ausgewiesen werden ("Die Zuführungen zum Sonderposten oder die Erträge aus der Auflösung des Sonderpostens sind in der Gewinn- und Verlustrechnung gesondert auszuweisen."). 
Als Nettogröße enthält sie den Saldo aus Abschreibungen, Wertberichtigungen und Rückstellungen für latente und erkennbar gewordene Risiken und den Erträgen aus der Auflösung dieser Posten. Die Möglichkeit der Bildung von Vorsorgereserven besteht nicht, weder für Kredite noch für Wertpapiere. 
Vorteile
- Auch hier kann Gläubigerschutz durch niedrige Bemessung des ausschüttbaren Gewinns betrieben werden, aber gleichzeitig ist die pre decision Informationsfunktion gesichert, da die Bildung und Auflösung von Vorsorgereserven nachvollziehbar sind.
- Schieflagen können nicht durch Auflösung von stillen Reserven vertuscht werden.
- Adressaten bekommen genauere und damit für den rationalen Kapitalgeber bessere Informationen.